# CATIA
CATIA (Computer Aided Three Dimensional Interactive Application, nghĩa là Xử lý tương tác trong không gian ba chiều có sự hỗ trợ của máy tính là một bộ phần mềm thương mại phức hợp CAD/CAM/CAE được Dassault Systemes (một công ty của Pháp) phát triển và IBM phân phối trên toàn thế giới. Catia được viết bằng ngôn ngữ lập trình C++. Catia là viên đá nền tảng đầu tiên của bộ phần mềm quản lý toàn bộ 1 chu trình sản phẩm của Dassault.
Phần mềm này được viết vào cuối những năm 1970 và đầu 1980 để phát triển máy bay chiến đấu Mirage của Dassault, sau đó được áp dụng trong ngành hàng không vũ trụ, ô tô, đóng tàu, và các ngành công nghiệp khác. Kiến trúc sư Frank Gehry đã sử dụng nó để thiết kế các Bảo tàng Guggenheim Bilbao và Walt Disney Concert Hall.

## Lịch sử
CATIA
Lúc đầu phần mềm tên là CATI (Conception Assistée Tridimensionnelle Interactive — tiếng Pháp nghĩa là Thiết kế ba chiều được máy tính hỗ trợ và có tương tác) — - nó đã được đổi tên thành CATIA năm 1981, khi Dassault tạo ra một chi nhánh để phát triển và bán các phần mềm và ký hợp đồng không độc quyền phân phối với IBM.
Năm 1984, Công ty Boeing đã chọn CATIA là công cụ chính để thiết kế 3D, và trở thành khách hàng lớn nhất.
Năm 1988, CATIA phiên bản 3 đã được chuyển từ các máy tính Mainframe sang UNIX.
Năm 1990, General Dynamics/Electric Boat Corp đã chọn CATIA như là công cụ chính thiết kế 3D, thiết kế các tàu ngầm hạt nhân của Hải quân Hoa Kỳ.
Năm 1992, CADAM đã được mua từ IBM và các năm tiếp theo CADAM CATIA V4 đã được công bố. Năm 1996, nó đã được chuyển từ một đến bốn hệ điều hành Unix, bao gồm IBM AIX, Silicon Graphics IRIX, Sun Microsystems SunOS và Hewlett-Packard HP-UX.
Năm 1998, một phiên bản viết lại hoàn toàn CATIA, CATIA V5 đã được phát hành, với sự hỗ trợ cho UNIX, Windows NT và Windows XP từ 2001.
Năm 2008, Dassault công bố CATIA V6, hỗ trợ cho các hệ điều hành Windows, các hệ điều hành không phải Windows không được hỗ trợ nữa.